# Lijst van burgemeesters van Zederik
Dit is een lijst van burgemeesters van de voormalige Nederlandse gemeente Zederik in de provincie Zuid-Holland. De gemeente Zederik werd opgericht in 1986 als samenvoeging van zeven oorspronkelijke gemeenten in de Alblasserwaard en Vijfheerenlanden. Per 1 januari 2019 is de gemeente Zederik opgegaan in de nieuw gevormde gemeente Vijfheerenlanden.
| Ambtsperiode            | Naam burgemeester       | Partij of stroming | Bijzonderheden |
| ----------------------- | ----------------------- | ------------------ | -------------- |
| 1986 - 2004             | T. (Teus) den Breejen   | CDA                |                |
| 2004 - 2010             | J.F. (Frank) Koen       | CDA                |                |
| 2 jan 2010 - 2 jan 2011 | H.A (Huub) van der Meer | CDA                | Waarnemend     |
| 3 jan 2011 - 1 okt 2016 | C.J.J. (Coert) van Ee   | CDA                |                |
| 17 okt 2016 - 2018      | A.F. (André) Bonthuis   | PvdA               | Waarnemend     |